# Sandro Grasso
Sandro Grasso – peruwiański zapaśnik walczący w obu stylach. Mistrz Ameryki Południowej w 1983. Wicemistrz świata kadetów w 1975 roku.